# Kirchdorf (Sundhagen)

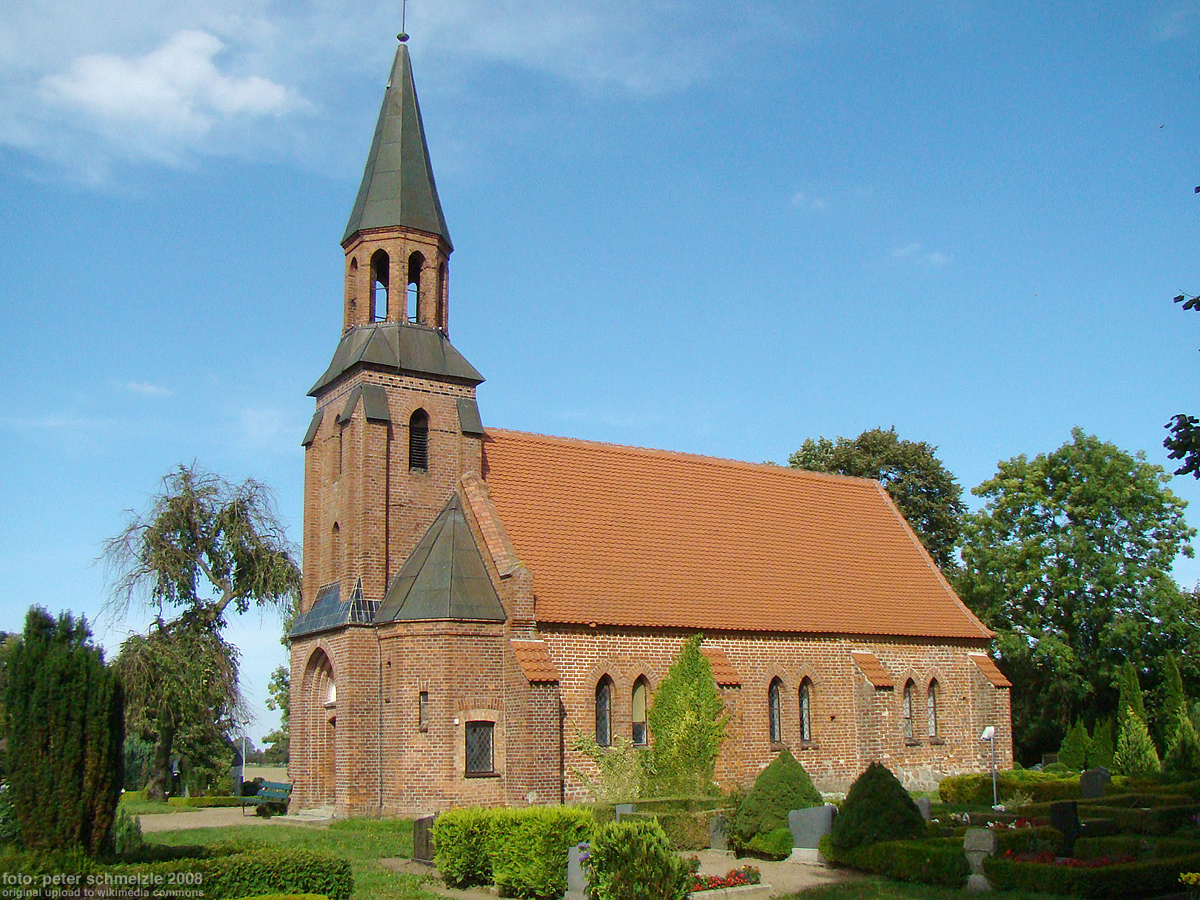
Dorfkirche Kirchdorf

Kirchdorf ist ein Ortsteil der Gemeinde Sundhagen im Landkreis Vorpommern-Rügen.

## Geografie und Verkehr
Kirchdorf liegt rund 20 Kilometer südöstlich der Stadt Stralsund und rund zwölf Kilometer nordwestlich von Greifswald. Durch die ehemalige Gemeinde führt die B 105 (ehemals B 96) und die Bahnstrecke Stralsund–Greifswald. Kirchdorf liegt im östlichsten Zipfel des Landkreises Vorpommern-Rügen, direkt am Ufer des Greifswalder Boddens.

## Geschichte
Die Gegend um Kirchdorf war schon früh besiedelt. Rund 1200 Meter südlich von Kirchdorf liegt auf einer markanten, bewaldeten Erhebung in der Niederung ein slawischer Burgwall mit dem Flurnamen „Die Burg“. Das Bodendenkmal wird als die in Urkunden der Fürsten von Rügen und Herzöge von Pommern zwischen 1207 und 1248 erwähnte Burg Gardist identifiziert. Wahrscheinlich war hier der Sitz des Rügenfürsten Barnuta.
Das Dorf Kirchdorf wurde im Jahr 1314 erstmals urkundlich erwähnt. Seit 1331 erwarben Bürger aus Greifswald einzelne Hufen oder bekamen sie als Pfand, was Urkunden aus den Jahren 1333 und 1336 belegen. Wartislaw VI. Herzog von Pommern bestätigte 1388 und Wartislaw IX. 1418 – mit Ausnahme von vier Höfen – den Besitz des Gutes Kirchdorf durch die Stadt Greifswald und deren Heilig-Geist-Hospital. Diese Höfe hielt die Witwe des Greifswalder Bürgermeisters, Vicke Bole und übergab sie 1548 an ihre Enkel. Nach einigen Streitigkeiten mit deren Nachkommen gelangte mit diesen restlichen Höfen das gesamte Gut Kirchdorf 1761 in den Besitz der Stadt und des Hospitals.
Für das Jahr 1670 sind fünf volle und zwei halbe Bauern überliefert, die teilweise als Leibeigene Dienste für das Gut in Gristow erbringen mussten. Im Jahr 1683 gab es fünf Bauern, die den verbleibenden Acker über eine Pacht bis in das Jahr 1762 nutzten. Sie wurden 1765 im Zuge einer Bauernlegung enteignet und die Ländereien zu einem Gut zusammengeführt. Die fünf Bauern wurden nach Stahlbrode, Jeeser, Hinrichshagen, Dömitzow und Jager umgesiedelt. Dieses Gut wurde 1765 an Joachim Christian Bentin verpachtet und von ihm neu aufgebaut. Von 1786 bis 1798 übernahm Thomas Hoppenrath für 1100 Thaler die Pacht. Ihm folgte 1798 bis 1819 Johann Eckhardt für 1605 Thaler und dessen Sohn Friedrich 1819 bis 1833 für 2000 Thaler. In seine Pachtzeit fällt 1832 der Bau der Kunststraße von Greifswald nach Stralsund (spätere B 96 – dann B 105) durch die Ländereien Kirchdorfs. Die Folge war eine Separation und Grenzregulierung mit Tremt und Dömitzow. 1833 bis 1851 hatte dann Carl Schömann für 2775 Thaler die Pacht.
1848 ergab eine Vermessung eine Größe von 2286 preußischen Morgen. Diese Vermessung betraf das Gut, die Schule, 2 Büdner, das Forstgehöft und die 1396 erbaute Kapelle mit Pfarrgehöft hatten noch mal 29 Morgen der Dorffläche. 1851 übernahm bis 1877 Dietrich Hennings die Pacht. 1852 zerstörte ein Feuer fast den gesamten Hof; lediglich das Gutshaus sowie das Dorf blieben erhalten. Der Pächter baute insgesamt acht Wirtschaftsgebäude anschließend neu auf. Das Gut besaß auch einen kleinen Park und eine Windmühle, die von vor 1880 noch bis nach 1920 laut Messtischblatt vorhanden war.
1871 hatte Kirchdorf 12 Wohnhäuser, in denen 26 Familien mit 127 Einwohnern wohnten. Kurz vorher 1867 lebten dort noch 161 Menschen. Alle waren evangelischer Religion, Katholiken und Juden gab es nicht.
Wenige Tage vor dem Ende des Zweiten Weltkrieges wurden auf dem Friedhof 22 Jugendliche beigesetzt. Die 14 bis 19 Jahre alten Personen starben bei einer militärischen Übung im Waldlager Jeeser, als einem Ausbilder eine scharfe Panzerfaust aus den Händen fiel und explodierte.
Im Zuge der Bodenreform wurde das Gut als Stadtbesitz nach 1945 erst Landes- dann Volkseigentum. Das Gut wurde aufgesiedelt. Am 1. Juli 1950 wurde die bis dahin eigenständige Gemeinde Jeeser eingegliedert. Bis in die 1950er Jahre entstanden Neubauernsiedlungen. Der Ort weitete sich zu DDR-Zeiten beträchtlich in Richtung Westen und von dort nach Norden aus. Das Gut ist nur noch in Relikten vorhanden, das Gutshaus steht und auch der Park ist noch teilweise erhalten.
Kirchdorf gehörte zum Land Mecklenburg, ab dem 25. Juli 1952 zum Bezirk Rostock und ab dem 3. Oktober 1990 zum Land Mecklenburg-Vorpommern. Es lag bis zum 11. Juni 1994 im Landkreis Grimmen in dessen jeweiligem Gebietszuschnitt und anschließend im Landkreis Nordvorpommern.
Am 7. Juni 2009 schlossen sich die Gemeinden Kirchdorf, Behnkendorf, Brandshagen, Horst, Miltzow, Reinberg und Wilmshagen zur neuen Gemeinde Sundhagen zusammen. Die Gemeinde Kirchdorf bestand vorher aus den Ortsteilen Tremt, Jeeser und Kirchdorf.

## Sehenswürdigkeiten

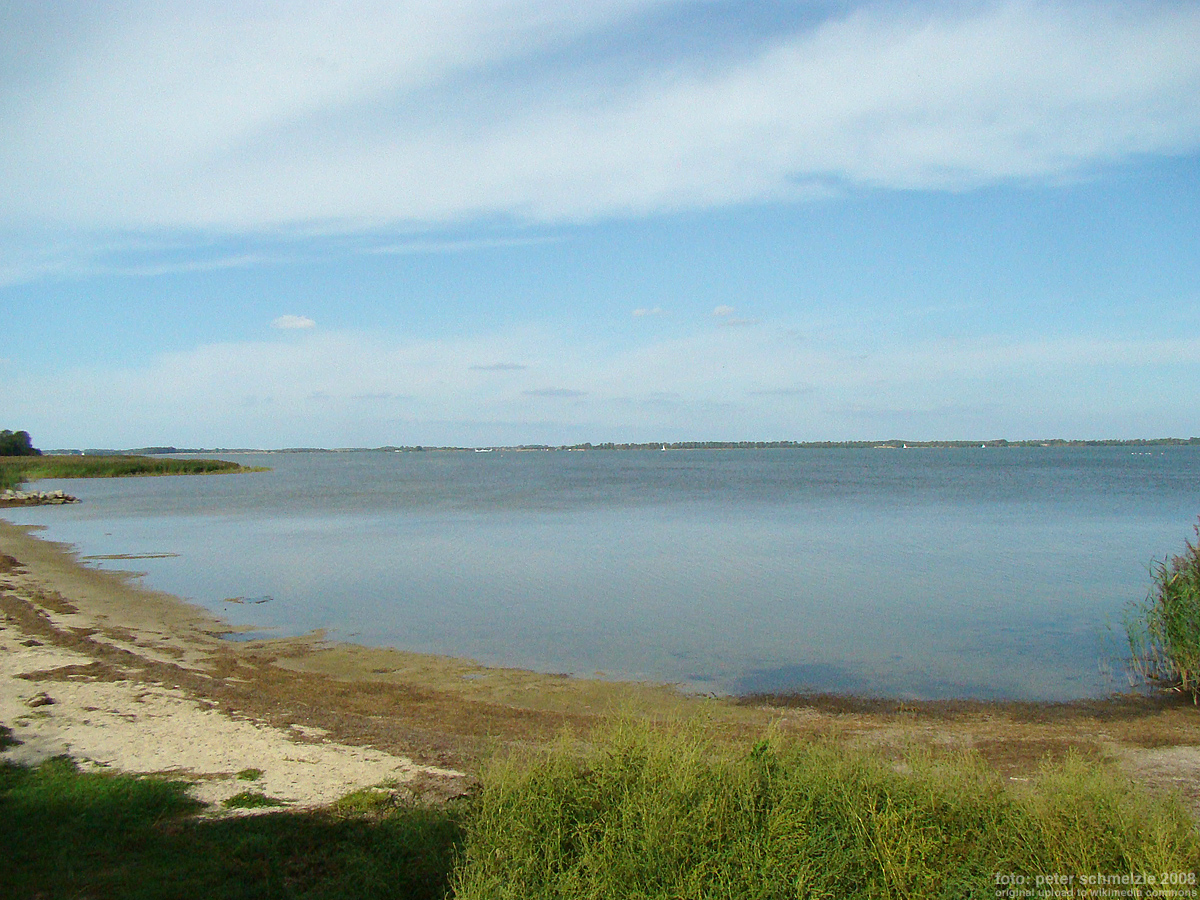
Boddenküste bei Tremt

- Dorfkirche Kirchdorf aus dem 14. Jahrhundert
- Boddenküste bei Tremt